# Maison au 1, rue des Violettes à Rosheim
La maison au 1, rue des Violettes est un monument historique situé à Rosheim, dans le département français du Bas-Rhin.

## Localisation
Ce bâtiment est situé au 1, rue des Violettes à Rosheim.

## Historique
L'édifice fait l'objet d'une inscription au titre des monuments historiques depuis 1930.